# Paul Teng
Paul Teng Ping Ya (Rotterdam, 6 maart 1955) is een Nederlandse striptekenaar die bekend staat onder de naam Paul Teng (geen pseudoniem). Hij tekent voornamelijk realistisch-historische strips. 

## Jeugd
Paul Teng werd in 1955 geboren in Rotterdam. Na de middelbare school studeerde hij Culturele Antropologie in Amsterdam. Hij staakte zijn studie om zich volledig aan het striptekenen te wijden. Zijn interesse voor strips gaat terug tot zijn kleuterjaren. Na het lezen van zijn eerste Karl May boek was Teng gefascineerd door de geschiedenis van de Indianen, de oorspronkelijke bewoners van Noord-Amerika.
Paul Teng heeft een Chinese voornaam: Ping Ya. Die schrijf je altijd achter de familienaam.
Paul Teng wordt vaak geïnterviewd.
https://archief.stripspeciaalzaak.be/Interviews/Paul-Teng.htm

## Carrière en oeuvre

### Eerste strips
In Tengs eerste stripserie Delgadito  komt de interesse voor de oorspronkelijke bewoners van Noord-Amerika tot uiting in de Apache Indiaan Delgadito als hoofdpersoon. Een avonturenstrip over een oorspronkelijke bewoner van Noord-Amerika die wordt opgevoed door blanken. Van de serie Delgadito – een zwart-witte stripserie – verschenen vier delen waarvan het laatste deel zich op de prairie afspeelt. Teng schreef zelf het scenario van alle delen. De serie werd uitgebracht door uitgeverij Panda en omvat de volgende albums:
1. De keuze van de adelaar (1981).
2. Herinnering aan een rebel (1981).
3. Bosque redondo (1982).
4. De Cirkel geschonden (1984).

Hoewel er begin jaren ’90 al schetsen en zelfs complete pagina’s klaarlagen, is het vijfde album van Delgadito nog altijd niet verschenen. Paul Teng geeft de voorkeur aan de historische romans die hij tekent voor uitgeverijen als Lombard.
Uitgeverij BD Must heeft de vier delen van de westernserie Delgadito, de strip waarmee we stripmaker Paul Teng leerden kennen, in het Frans uitgebracht in 2020.
In 1986 verscheen het door uitgeverij Casterman gepubliceerde Libertair Intermezzo; wederom een zwart-witte strip die zich afspeelt gedurende de Spaanse Burgeroorlog, die woedde van juli 1936 tot april 1939. In deze striproman lopen twee verhaallijnen parallel aan elkaar. De ene verhaallijn vertelt het verhaal van Pascal Rogas die in 1984 een boek schrijft over de Spaanse Burgeroorlog; de andere verhaallijn vertelt het verhaal van enkele verzetsstrijders aan de vooravond van Spaanse opstand in 1936. Teng verzorgde ook hier zowel het scenario als de tekeningen voor deze uitgave.
In 1989 werd door dezelfde uitgeverij De vrienden van Igor Steiner uitgegeven, de eerste zwart-witte strip over de geschiedenis van Rusland. Ook hier waren zowel het scenario als de tekeningen van Tengs hand.

Hij laat het personage Igor avonturen beleven met het Rusland van 1918 als achtergrond. Het nieuwe verhaal van Igor Steiner, waarvoor Teng subsidies ontving van het Fonds voor Beeldende Kunsten, Vormgeving en Bouwkunst, speelt zich af op de grens van Polen en Oekraïne vlak voor de Pools-Russische Oorlog (1919-1921).
Hij maakte vervolgens nog twee albums over perioden in de Russische geschiedenis in samenwerking met schrijver Vladimir Volkoff (scenario's) voor uitgeverij Lombard in 1992 en 1994. Teng verzorgde de tekeningen en voor het eerst kleurde hij zelf zijn tekeningen in.
In 1992 werd Vladimir de stralende zon uitgegeven door uitgeverijen Albatros/Lombard. Het historisch biografische stipverhaal gaat over Vladimir Svjatoslavitsj ook genoemd Vladimir van Kiev en het ontstaan van het christendom in Rusland. Vladimir Svjatoslavitsj (956–1015) was prins van Novgorod, grootvorst van Kiev en heerser van het Kievse Rijk. Vladimir liet zich bekeren tot het christendom en begon in de periode daarna zijn bevolking te bekeren en te dopen. Hij bleef in vele sagen en legendes met heidense invloed bekend als Krasno Solnysjko dat "Rode Zon" betekent. Vladimir werd in de dertiende eeuw heilig verklaard.
In 1994 verschijnt de strip Alexander Nevsky. Inhoud van de strip is het volgende:  in de eerste helft van de dertiende eeuw valt het Russische rijk, dat dan nog bestaat uit een aantal kleine vorstendommen, ten prooi aan de legers van de Mongoolse Khan. Bovendien wordt Rusland vanuit het noorden bedreigd door de Zweden en vanuit het westen door de Teutoonse ridders. De jonge vorst van Novgorod staat voor de zware opgave zijn volk ongeschonden door deze donkere tijden te loodsen. Die vorst is Prins Alexander Jaroslavitsj, bijgenaamd Alexander Nevsky.

### Shane, De Oneven Orde en andere strips vanaf 1998 tot 2009
Vanaf 1998 tekende Teng de stripserie Shane die bij Uitgeverij Le Lombard werd uitgegeven. De serie speelt zich af in de Europese hoge middeleeuwen. Inhoud van de strip serie: Wie staat de dochter van koning Hendrik I van Engeland naar het leven? De huurling Shane doet er alles aan om dit raadsel op te lossen, ondanks de tegenwerking van geheimzinnige samenzweerders. Hij zal uitgroeien tot de held van een veelbewogen verhaal vol liefde en ridderlijkheid, haat en verraad, tranen en bloed, dat zich afspeelt in de twaalfde eeuw met de geschiedenis van de Plantagenets als achtergrond. De stripreeks is vol actie, romantiek en avontuur.
Het scenario werd geschreven door Jean Francois Di Giorgio. De stripserie werd ingekleurd door Graza (pseudoniem van Graza Kasprzak) Van de serie Shane verschenen vijf delen:
1. De meedogenloze keizerin (1998)
2. De adelaarsrots (1999)
3. Schijngestalten (2000)
4. Albane (2001)
5. Het toernooi (2002)

Teng bleef lange tijd aan Le Lombard verbonden, waardoor zijn strips in een groot aantal Europese landen werden gepubliceerd.
Vanaf 2004 verscheen vanaf Tengs hand de serie De oneven orde. In een gecompliceerd verhaal van scenaristen Christina Cuadra en Rudi Miel wordt heen en weer geschakeld tussen de huidige tijd – het heden – en de middeleeuwen tijdens de twaalfde eeuw. Centraal staat een mystiek geschrift dat dood en verderf afroept. Elk deel draagt als titel een plaatsnaam en een jaartal. In 2008 verscheen het vijfde en laatste deel van De Oneven Orde-serie.
Teng heeft verschillende verhalen getekend uit scripts van Gerard Leever en Frank Jonker, onder andere schrijvers voor meisjesblad Tina tussen 2002 en 2008. Zo verschenen in het blad onder andere het vervolgverhaal Het meisje met het rode haar naar het gelijknamige boek van Theun de Vries over het Nederlands verzet in de Tweede Wereldoorlog, en twee Indianen-strips.

### Recente en huidige projecten (2009 – heden)
Teng heeft samen met Jean Van Hamme (scenario) de strip De Telescoop gerealiseerd. Deze verscheen in 2009 bij Uitgeverij Casterman. De inkleuring werd verricht door Walter de Strooper. Het stripscenario van De Telescoop is gebaseerd op de roman die Van Hamme in 1992 zelf had geschreven. Het verhaal speelt zich af in de huidige tijd en gaat over vijf oudere mannen en hun gezamenlijke relatie tot een luxe prostituee.
In het boek Kinderen van Amsterdam van Jan Paul Schutten tekende Paul Teng kleine strips. Jaar van uitgave: 2010. Uitgever: Nieuw Amsterdam.
Teng heeft de serie Delgadito getekend op de "Catawiki Stripenvelop". Ook heeft Paul Teng  later ook andere strips van hem  voor "Catawiki getekend op een Stripenvelop. Dit bedrijf nodigt alleen de meest gerenommeerde tekenaars uit om te tekenen voor dit project.
Eind 2013 verscheen een striproman van Teng met de titel Jan van Scorel - Sede vacante 1523 over de schilder en tekenaar Jan van Scorel in opdracht van het Centraal Museum in Utrecht. Het werk werd uitgegeven door Lecturis, en Teng verzorgde de tekeningen. Het scenario was van de hand van Jan Paul Schutten en de inkleuring werd verricht door Dina Kathelyn.

De Utrechtse meester Jan van Scorel was een van de eerste kunstenaars die vanuit de noordelijke Nederlanden naar Italië reisde. In 1522 werd hij op verzoek van de Nederlandse paus Adrianus VI conservator van de Vaticaanse kunstcollectie.
Tengs originele tekeningen voor Jan van Scorel werden van 9 oktober 2013 tot 19 januari 2014 tentoongesteld in het Centraal Museum Utrecht, dat ook de opdracht gaf voor het stripverhaal. Over de inhoud van de strip schrijft het Centraal Museum het volgende: "Wanneer de paus in 1523 sterft, heeft Scorel vraagtekens bij zijn mysterieuze plotselinge dood. Hij gaat op onderzoek uit om te ontdekken wie er achter de moord op zijn vriend Adrianus zit; de spannende plot in het stripverhaal. De lezer krijgt een staartje van de beeldenstorm in Utrecht mee, een inkijkje in het Vaticaan in de 16de eeuw, de nodige samenzweringen en complotten en zelfs een romance."
Deze striproman is in het Frans vertaald door uitgeverij BD Must in 2020.
Teng maakte voor alle hoofdrolspelers in de film Brimstone van Martin Koolhoven de karakterschetsen in 2015. Hij wordt daarvoor ook vermeld in de aftiteling van de film.
Paul Teng tekende in 2015 voor het Eppo stripblad  jaargang 7 nummer 9 de cover.
Sinds 2015 Teng  is een nieuwe tekenaar van de stripreeks Tristan, een creatie van Jacques Martin, voor uitgeverij Casterman.
In 2016 tekende hij Tristan nr.15 met de titel De ijzeren poort en in 2017 maakte hij Tristan nr.16 De pest. In 2020 verscheen van hem Tristan nr. 18 De veroveraar. Alle delen verschenen in de eerste plaats in het Frans onder de naam Djen.
In 2019 verscheen bij Dark Dragon Books B.V Livingstone met als ondertitel De zendeling avonturier. Paul Teng maakte de tekeningen voor deze strip en hij werkte samen met Christian Clot  en Mr. Radolphe Rod die samen het scenario voor de strip verzorgden, en de strip werd ingekleurd door Céline Labriet.
Dokter, protestant, Schotse missionaris en ontdekkingsreiziger David Livingstone heeft een grote rol gespeeld bij de evangelisatie van het Afrikaanse continent. Volg een van de meest populaire en iconische helden uit het Victoriaanse tijdperk op zijn reizen door de binnenlanden van Afrika. Tanzania, 10 november 1871. Henry Norton Stanley, een verslaggever van de New York Herald, landt aan de oevers van het Tanganyikameer. Hij is met de opdracht voor een sensationeel artikel op reis gestuurd: zoek de beroemde Britse ontdekkingsreiziger David Livingstone, die al meer dan 4 jaar wordt vermist. De jonge en ambitieuze Stanley ontdekt dat zijn onderwerp niet de verwachte sensatie biedt. Livingstone is een vermoeide oude man, door zijn avonturen versleten. Hij lijkt niet geïnteresseerd in een mystieke zoektocht naar de oorsprong van de Nijl. Maar wanneer de tocht wordt besproken, raakt Livingstone zich bewust van het belang van zijn personage.
In 2020 werd deze strip bij dezelfde uitgever ook in het Hongaars uitgegeven.
Paul Teng tekent voor uitgeverij Dargaud een nieuwe cyclus van de stripserie De Klaagzang van de Verloren Gewesten.
In 2021 tekende Paul Teng voor uitgeverij Dargaud Complainte Des Landes Perdues - Cycle 4 : Les Sudenn T.1 ; Lord Heron, welke ook in het Nederlands verscheen.

## Illustrator
Naast het schrijven en tekenen van strips, heeft Teng ook boeken geïllustreerd. Hij illustreerde onder meer het boek Kinderen van Nederland van Jan Paul Schutten (2007, uitgeverij Nieuw Amsterdam) en voorzag deze van zwart-witte pentekeningen.
Tussen de albums door illustreerde hij ook schoolboeken voor uitgeverijen Meulenhoff en Malmberg

## Prijzen
- De striproman Sint Vladimir kreeg in 1993 de Prix de la bande dessinée chrétienne[11] (prijs voor beste christelijke strip).
- Paul Teng ontving in 2013 de "Stripschapprijs" voor zijn gehele oeuvre tijdens De Stripdagen in Gorinchem.[12]
- In 2016 ontving hij de "Sint-Michielsprijs" voor het beste album van een Nederlandstalige auteur, voor zijn striproman De IJzeren Poort; dit is deel 15 uit de reeks Tristan-albums door uitgeverij Casterman.[13][14]

### Trivia
- Paul Teng heeft een Chinese voornaam Ping Ya die schrijft men achter de achternaam.

- Bibliothèque nationale de France: cb14528509d (data)
- Gemeinsame Normdatei: 137506139
- International Standard Name Identifier: 0000 0003 6643 7304
- Library of Congress Control Number: no2014021527
- Nederlandse Thesaurus van Auteursnamen: 069071926
- RKD-Nederlands Instituut voor Kunstgeschiedenis: 76777
- Système universitaire de documentation: 078073391
- Virtual International Authority File: 230030885
- WorldCat: E39PBJcGqVr3rTWkQ6kmKxVgrq